# Cornelius Trieschmann
Cornelius Karl Trieschmann (* 22. Juni 1875 in Oberellenbach; † 5. Juni 1939 ebenda) war ein deutscher Politiker (DDP).

## Leben
Cornelius Trieschmann war der Sohn des Landwirts Ludwig Adolph Trieschmann und dessen Ehefrau Lisette Katharina Wagner.
Von 1881 bis 1887 besuchte Trieschmann die Volksschule in Oberellenbach. Später arbeitete er als Landwirt. 1919 trat Trieschmann in die Deutsche Demokratische Partei (DDP) ein. Im März 1921 kam er im Nachrückverfahren für die ausgeschiedene DDP-Abgeordnete Marie Elisabeth Lüders in den Reichstag, in dem er den Wahlkreis 21 (Hessen-Nassau) vertrat, und dem er bis zum Mai 1924 angehörte.
In den Jahren 1926 bis 1929 hatte er einen Sitz im Kurhessischen Kommunallandtag des Regierungsbezirks Kassel, aus dessen Mitte er ein Mandat für den Provinziallandtag der Provinz Hessen-Nassau erhielt.
Daneben war Trieschmann Mitglied des Bauernbundes und Bürgermeister von Oberellenbach.